# Catriel Andrés Soto
Catriel Andrés Soto (ur. 29 kwietnia 1987 w Buenos Aires) – argentyński kolarz górski i szosowy, brązowy medalista mistrzostw świata MTB.

## Kariera
W 2009 roku Catriel Andrés Soto zajął czwarte miejsce w klasyfikacji generalnej dwóch argentyńskich wyścigów szosowych: Vuelta a Mendoza i Doble Viale. W tym samym roku był dziesiąty w kategorii U-23 podczas mistrzostw świata MTB w Canberze. W 2012 roku wystartował w cross-country na igrzyskach olimpijskich w Londynie, kończąc rywalizację na 26. pozycji. Ponadto 25 lipca 2013 roku w Vallnord w Andorze po raz pierwszy w karierze zajął miejsce na podium zawodów Pucharu Świata w kolarstwie górskim. Stanął tam na drugim stopniu podium w eliminatorze, przegrywając tylko z Fabrice'em Melsem z Belgii, a wyprzedzając Francuza Titouana Perrina-Ganiera. Został tym samym pierwszym argentyńskim kolarzem górskim, który stanął na podium zawodów Pucharu Świata MTB. Dwa miesiące później został pierwszy Argentyńczykiem, który zdobył medal mistrzostw świata. Na mistrzostwach świata MTB w Pietermaritzburgu zajął trzecie miejsce w eliminatorze, przegrywając tylko z Australijczykiem Paulem van der Ploegiem i Austriakiem Danielem Federspielem.